# Ptilinop superb occidental

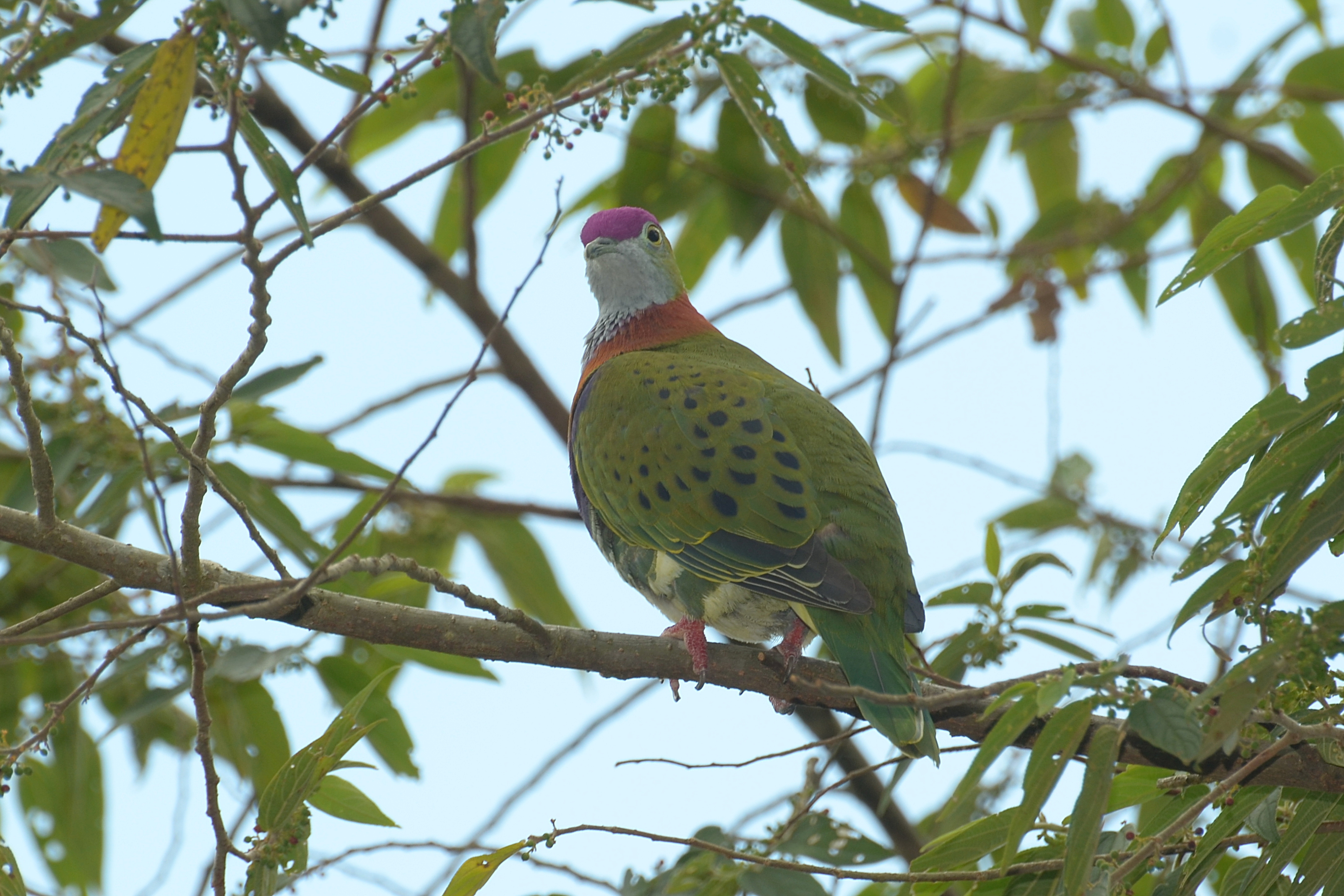
Fotografia d'un especimen de Ptilinop superb occidental.

El ptilinop superb occidental (Ptilinopus temminckii) és una espècie d'ocell de la família dels colúmbids (Columbidae) que viu en boscos i plantacions d'arbres de Sulawesi.